# Gerzat
 Gerzat  es una población y comuna francesa, situada en la región de Auvernia, departamento de Puy-de-Dôme, en el distrito de Clermont-Ferrand y cantón de Gerzat.

## Demografía
| 3738 | 5659 | 7666 | 8826 | 9229 | 9071 |
| Para los censos de 1962 a 1999 la población legal corresponde a la población sin duplicidades (Fuente: INSEE [Consultar]) |      |      |      |      |      |